# クワコ
クワコ（学名：Bombyx mandarina）は鱗翅目（チョウ目）カイコガ科に属する昆虫である。

## 概要
カイコはクワコを家畜化した種として知られている。クワコはカイコよりくすんだ灰色がかった茶色で、胴は細い。カイコと異なり、一般的なチョウ目のように人間の活動なしに生存でき、飛ぶことができる。漢字では桑子、もしくは野蚕と書く（ただし野蚕はクワコだけでなくヤママユなどを含む「家畜化されたカイコ以外の野生の蛾の繭の絹糸としての利用」を指す言葉でもある）。
クワコは中国、台湾、朝鮮半島、日本列島（北海道からトカラ列島）およびロシア極東部に生息する。また、名前にクワコと付く昆虫としては他にインド北部から東南アジアに生息するインドクワコ（Bombyx huttoni）やウスバクワコ（Rondotia menciana）が存在する。
クワコの生態は地域や環境による差が大きく、野生下で通常は年に3回発生するとされるが、年に2回や1回の地域もあり、また中国江蘇省無錫地方で4回であると言う。幼虫は通常は4齢で終齢だが5齢の場合もある。蛹の期間は通常2、3週間だが、日長条件で変化する系統も存在し、そうした系統の個体では場合によっては2、3か月に及ぶ。
染色体数は中国のものではカイコと同じ2n=56本だが、日本のものは2n=54であり1対少ない。韓国では2n=56のものと2n=54のものの両方が見られる。2n=54の日本のクワコと2n=56の中国のクワコの系統の分岐は数百万年前に遡ると考えられている。

## カイコとの関係
クワコとカイコは共にカイコガ属の一種である。カイコの起源にはいくつかの説がある。クワコの祖先種から分化したという説は両種の分化後、等しい速さで分化していったとする分子時計説に基づいているが、人為選択の影響により現代の分子系統学の手法を用いてもカイコの起源を探求するには困難な点まで進化が加速していることに留意しなくてはならない。
そのためカイコの祖先は、クワコとは近縁だが別種の、未発見ないしすでに絶滅した昆虫ではないかという説も存在する。しかしゲノム情報を基に系統樹を作成すると、カイコはクワコのクレード（分岐群）の一部に収まるため、この仮説は支持されない。
東ユーラシアに広く生息するクワコの内、分子系統解析からカイコは中国東部のクワコが原種であると考えられているちなみに染色体数から推測される通り、中国のクワコと日本のクワコは中国のクワコとカイコよりも遠縁である。
また、カイコは遅くともおよそ5000年前のクワコから分化していったと考えられている。分化時には、人間の活動なしでは生きられないまでにカイコを人間が家畜化したことにより、同一種であったカイコとクワコの間で生殖的隔離が起こったと考えられる。なおクワコはカイコとの交雑が可能であり、その交雑種もまた生殖能力を持つ。飛行能力も持つためクワコとカイコの交雑種が自然界に広まることはあり得る。ただし野生状態で交雑種が見つかった例は無い。
新石器時代以前は、野蚕を収集し、絹糸などに用いていた可能性はあるが、このときはカイコを繁殖させる技術はなかったと考えられている。